# メディアセット
メディアセット（Mediaset S.p.A.）は、イタリアのミラノに本部を置く大手メディアグループである。

## 所有チャンネル
- カナーレ5（イタリア）
- イタリア1（イタリア）
- レーテ4（イタリア）
- テレシンコ（スペイン）
- ボイング
- メディアショッピング
- メディアセット・プレミアム